# Leopold Rutowicz
Leopold Józef Rutowicz (ur. 18 października 1932 w Krakowie) – polski polityk, ekonomista, nauczyciel akademicki, inżynier, urzędnik, poseł do Parlamentu Europejskiego z ramienia Samoobrony RP w kadencji 2004–2009.

## Życiorys

### Wykształcenie i praca zawodowa
W 1956 ukończył studia w Akademii Górniczo-Hutniczej w Krakowie, jako magister inżynier mechanik. W 1981 uzyskał stopień doktora nauk o towaroznawstwie w Akademii Ekonomicznej w Krakowie.
Był rzeczoznawcą Stowarzyszenia Inżynierów i Techników Mechaników Polskich. Od 1955 do 1968 wykładał na AGH. W latach 1957–1959 był zatrudniony jako technolog w Fabryce Wyrobów Blaszanych. Następnie do 1963 pracował w Krakowskim Przedsiębiorstwie Budowlanym. Następnie kierował Zakładem Badań i Doświadczeń Krakowskiego Zjednoczenia Budowlanego. Przewodniczył Komitetowi Technicznemu w Instytucie Górnictwa Naftowego i Gazownictwa.
Od 1959 do 1990 był prezesem Wojewódzkiego Klubu Techniki i Racjonalizacji. W latach 1967–1990 sprawował funkcję zastępcy dyrektora Okręgowego Urzędu Miar w Krakowie, a od 1990 do 1995 dyrektora Urzędu Probierczego w tym mieście. Do 2004 był doradcą firmy Cefama w Cieszynie. Należał do Polskiego Towarzystwa Ekonomicznego oraz Polskiego Towarzystwa Towaroznawczego.

### Działalność polityczna
Do 1980 należał do Polskiej Zjednoczonej Partii Robotniczej. Bez powodzenia kandydował do Sejmu w 1993 z listy NOT-Stowarzyszenia Techniczne i w 1997 z listy Unii Pracy. Później wstąpił do Samoobrony RP. W wyborach w 2004, otrzymawszy 22 528 głosów, został wybrany do Parlamentu Europejskiego z ramienia tego ugrupowania z okręgu krakowsko-kieleckiego. Zasiadał w Komisji Rynku Wewnętrznego i Ochrony Konsumentów. Należał do frakcji Unia na rzecz Europy Narodów. Był członkiem komitetu wyborczego Andrzeja Leppera jako kandydata w wyborach prezydenckich w 2005. W wyborach w 2009 nie ubiegał się o reelekcję, po czym wycofał się z działalności politycznej.

## Odznaczenia
Został odznaczony m.in. Złotym Krzyżem Zasługi (1977) oraz Krzyżem Kawalerskim Orderu Odrodzenia Polski (1984).

## Życie prywatne
Żonaty, ma jednego syna.